# 스타디오 나치오날레 PNF
스타디오 나치오날레 PNF(이탈리아어: Stadio Nazionale PNF, 국가 파시스트당 국립경기장)는 이탈리아 로마에 있던 다목적 경기장이다. 1927년에 개장했으며 50,000명을 수용할 수 있었다. 과거 SS 라치오와 AS 로마의 홈 구장으로 사용되었으며 1953년에 철거되었다. 1934년 FIFA 월드컵 결승전 경기가 열린 경기장이다.

## 기록

### 1934년 FIFA 월드컵 북중미카리브 지역 예선
| 날짜            | 팀 1 | 스코어 | 팀 2   | 라운드    |
| --------------- | ---- | ------ | ------ | --------- |
| 1934년 5월 24일 | 미국 | 4 - 2  | 멕시코 | 최종 예선 |

### 1934년 FIFA 월드컵
| 날짜            | 팀 1           | 스코어 | 팀 2           | 라운드 |
| --------------- | -------------- | ------ | -------------- | ------ |
| 1934년 5월 27일 | 이탈리아       | 7 - 1  | 미국           | 16강   |
| 1934년 6월 3일  | 독일           | 1 - 3  | 체코슬로바키아 | 준결승 |
| 1934년 6월 10일 | 체코슬로바키아 | 1 - 2  | 이탈리아       | 결승   |